# Przedział kolejowy

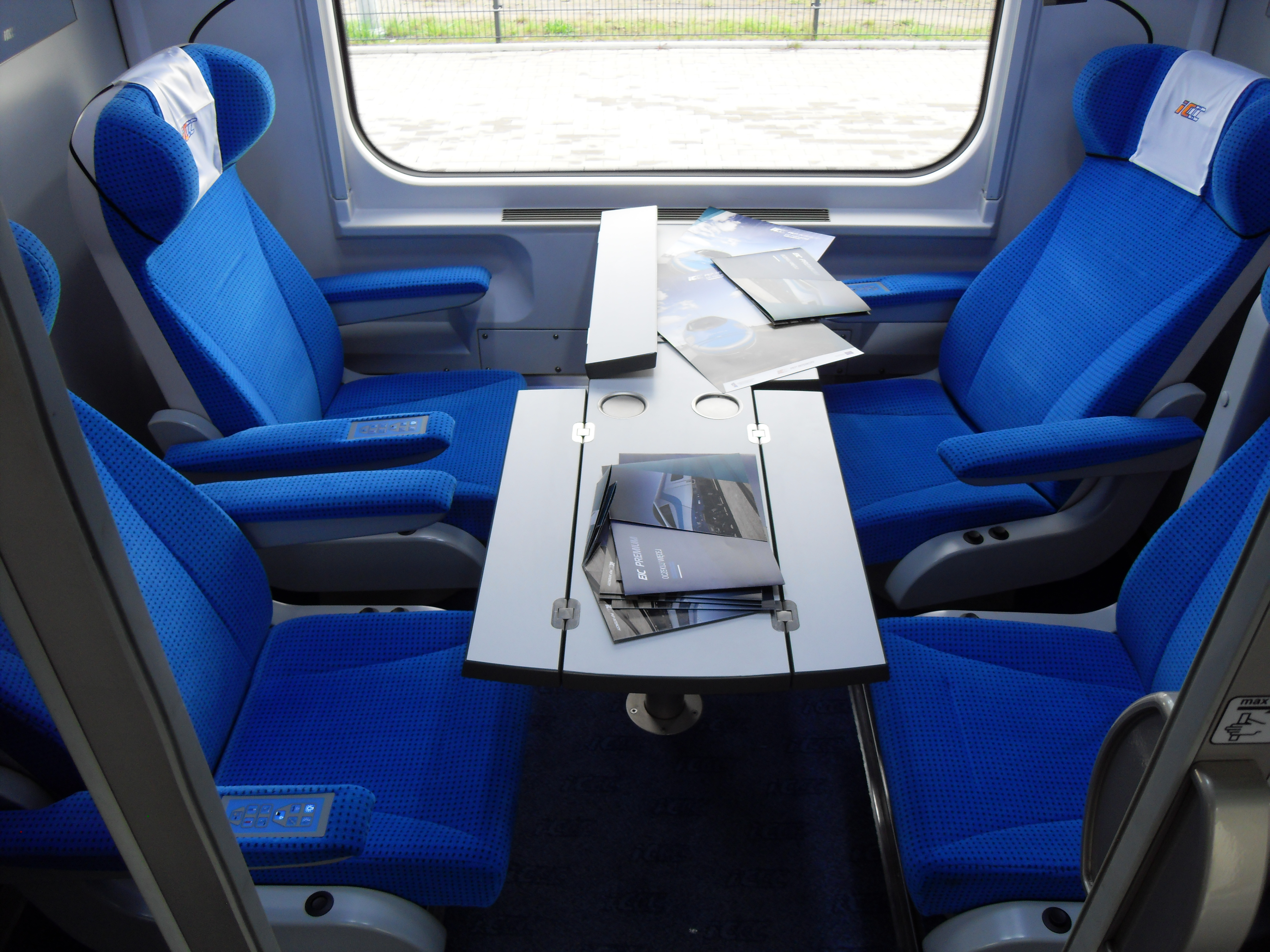
Przedział osobowy w wagonie przedziałowym

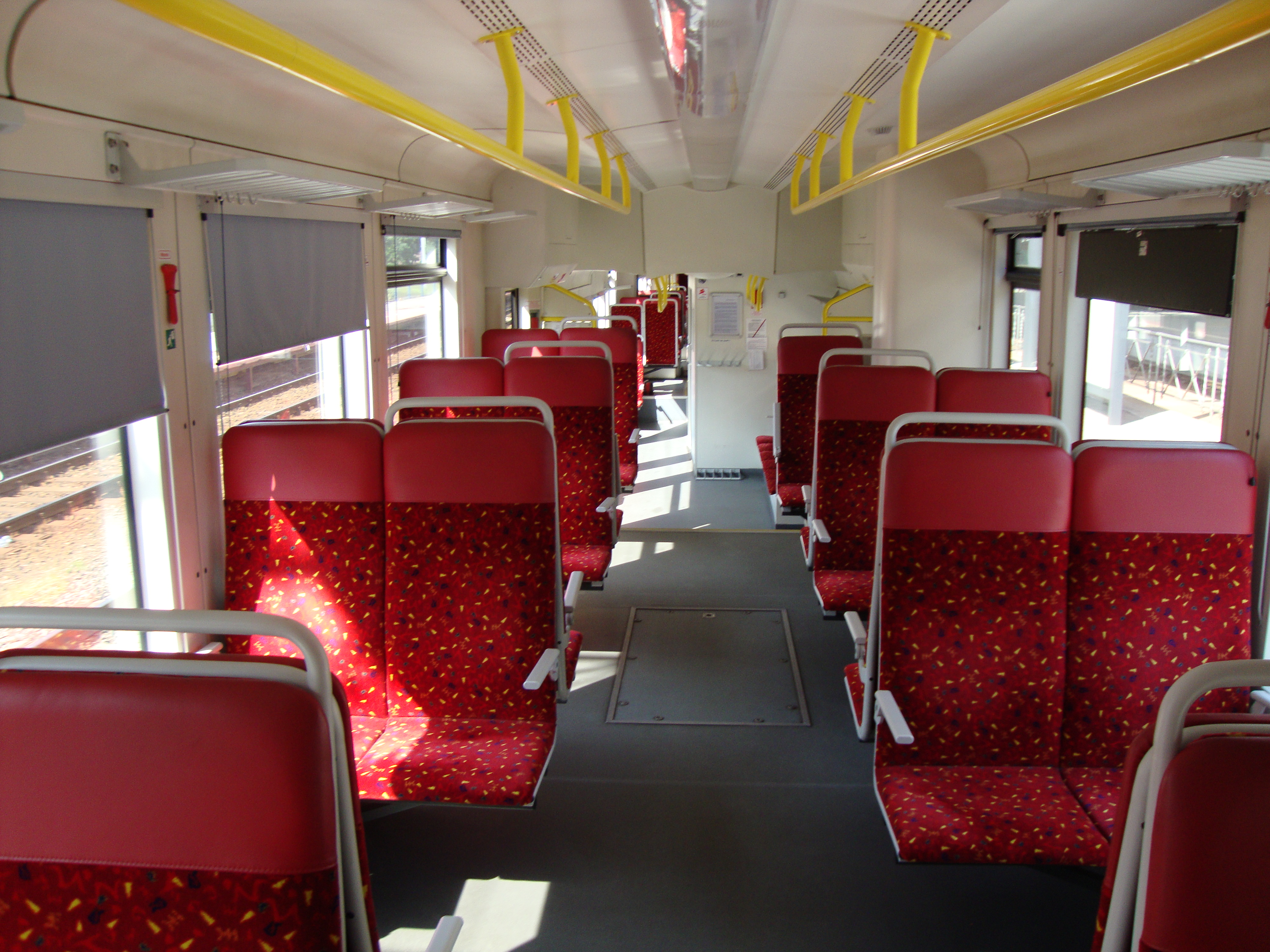
Przedział pasażerski w szynobusie, w głębi widoczna przestrzeń bagażowa

Przedział kolejowy – wydzielona część wagonu kolejowego. Pojęcie zwyczajowo używane w odniesieniu do wagonów pasażerskich, w których przedziały osobowe stanowią osobne pomieszczenia w wagonie, mieszcząc zazwyczaj od jednej do ośmiu osób w czasie podróży, zależnie od klasy. Ilość i wielkość przedziałów jest zróżnicowana w zależności od wielkości i klasy wagonu. Wagony pasażerskie używane przez polskich przewoźników pasażerskich mają zazwyczaj od 9 do 12 przedziałów.
Obecnie przedziały w wagonach pasażerskich są zazwyczaj połączone korytarzem z przedsionkami wagonu, dawniej regułą było oddzielne, bezpośrednie wyjście z każdego przedziału na zewnątrz (boczniak).

## Podział przedziałów
- Przedział służbowy – to wyznaczony stale lub doraźnie przedział w pociągu, w którym przebywa kierownik pociągu i ewentualnie inni członkowie drużyny konduktorskiej. U polskich przewoźników pasażerskich regułą jest, że przedział służbowy wyznaczany jest jako pierwszy przedział w pierwszym wagonie drugiej klasy, licząc od czoła pociągu.
- Przedział bagażowy – to część wagonu pasażerskiego przeznaczona do przewozu większych ładunków, obecny w wagonach bagażowych. Odpowiednikiem w EZT i szynobusach jest przestrzeń, oznaczona jako "dla podróżnych z większym bagażem ręcznym". W przedziale bagażowym, bądź takiej przestrzeni, znajdują się często wieszaki na rowery, pasy bezpieczeństwa do przypięcia wózków inwalidzkich, stojaki na narty.

W wypadku szynobusów (wagonów motorowych) oraz elektrycznych zespołów trakcyjnych nowej generacji często mówi się o jednym przedziale pasażerskim - dla wyróżnienia przestrzeni dostępnej dla podróżnych, ograniczonej z dwóch stron kabinami maszynisty. Według innej klasyfikacji, pojazdy takie są nazywane bezprzedziałowymi - podobnie jak wagony osobowe z jedną przestrzenią dla podróżnych.